# Ministro das Relações Exteriores de Israel

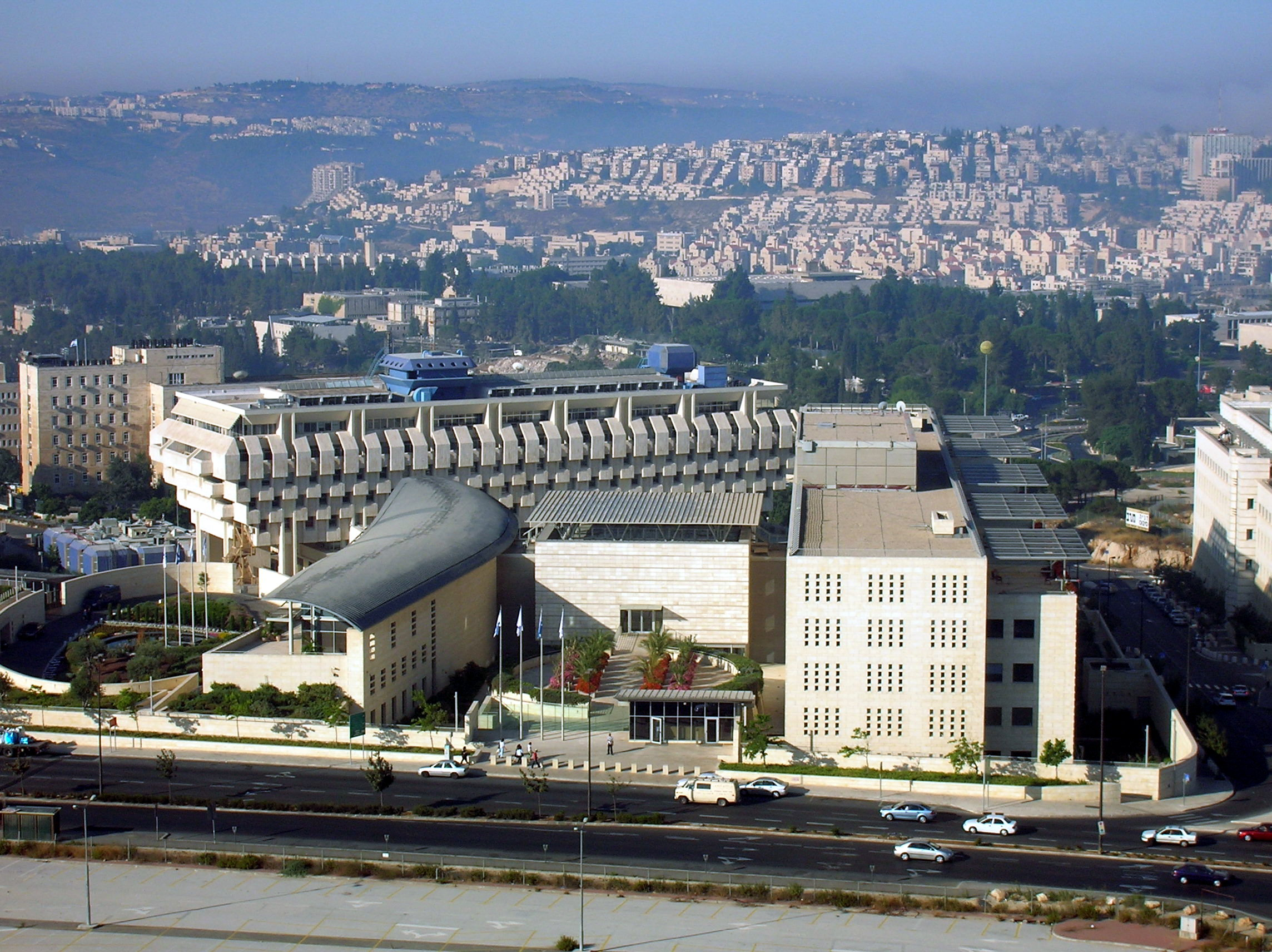

O Ministro das Relações Exteriores (em hebraico: שר החוץ, Sar HaHutz) é o chefe político do Ministério das Relações Exteriores de Israel. O cargo é um dos mais importantes no governo israelense, depois do primeiro-ministro e do ministro da Defesa. Atualmente a líder político Yisrael Katz, do partido Likud, ocupa o cargo.